# Daphne velenovskyi
Daphne velenovskyi är en tibastväxtart som beskrevs av J. Halda. Daphne velenovskyi ingår i släktet tibaster, och familjen tibastväxter. Inga underarter finns listade i Catalogue of Life.